# Kanton Amiens-3
Der Kanton Amiens-3 ist seit 2015 ein französischer Wahlkreis für die Wahl des Départementrats im Département Somme in der Region Hauts-de-France. Er umfasst acht Gemeinden im Arrondissement Amiens, sein Bureau centralisateur befindet sich in Amiens.

## Gemeinden
Der Kanton besteht aus acht Gemeinden und Gemeindeteilen mit insgesamt 27.794 Einwohnern (Stand: 1. Januar 2022) auf einer Gesamtfläche von 54,71 km²:
| Gemeinde         | Einwohner 1. Januar 2022 | Fläche km² | Dichte Einw./km² | Code INSEE | Postleitzahl        |
| ---------------- | ------------------------ | ---------- | ---------------- | ---------- | ------------------- |
| Amiens           | 17.360                   | 2,82       | 6.156            | 80021      | 80000, 80080, 80090 |
| Aubigny          | 516                      | 9,75       | 53               | 80036      | 80800               |
| Bussy-lès-Daours | 383                      | 8,10       | 47               | 80156      | 80800               |
| Camon            | 4.387                    | 12,90      | 340              | 80164      | 80450               |
| Daours           | 755                      | 8,65       | 87               | 80234      | 80800               |
| Lamotte-Brebière | 244                      | 4,25       | 57               | 80461      | 80450               |
| Rivery           | 3.609                    | 6,37       | 567              | 80674      | 80136               |
| Vecquemont       | 540                      | 1,87       | 289              | 80785      | 80800               |
| Kanton Amiens-3  | 27.794                   | 54,71      | 508              | 8008       | –                   |

1. ↑   Nur der nordöstliche Teil der Gemeinde, der Rest verteilt sich auf die Kantone Amiens-1, Amiens-2, Amiens-4, Amiens-5, Amiens-6 und Amiens-7.